# Айсбах (приток Кохера)
Айсбах (нем. Eisbach) — река в Германии, протекает по земле Баден-Вюртемберг, речной индекс 238638. Длина — 9,1 км, площадь водосборного бассейна — 18,2 км².
Айсбах берёт начало у населённого пункта Винценвайлер. Течёт на юг через леса. Впадает в Кохер у населённого пункта Зульцбах-Лауфен.
Высота истока составляет 495 м, высота устья — 335 м.
Айсбах в переводе с немецкого означает ледяной ручей.